# صبری قبانی
صبری قَبّانی (۱۹۰۸–۱۹۷۳) پزشک، روزنامه‌نگار و نویسنده سوری در سدهٔ بیستم میلادی/چهاردهم هجری بود. او را بنیان‌گذار نخستین مجلهٔ پزشکی گسترده‌پخش به زبان عربی، طبیبک (پزشکِ تو) می‌دانند که تا درگذشت خود، به مدت بیست سال به سردبیری آن می‌پرداخت. دیگر آثار او در پزشکی، شهرت فراگیر در زبان عربی یافت. 

## زندگی و آثار
«صبری بن محمّد قَبّانی» در ۱۹۰۸م / ۱۳۲۶ق در دمشق زاده شد. از دانشگاه سوریه در سال ۱۹۳۱ فارغ‌التحصیل شد و به روزنامه‌نگاری پرداخت، روزنامهٔ النضال را منتشر ساخت. به عنوان پزشک در ارتش عراق نه سال خدمت کرد. به دمشق بازگشت و به دانشکدهٔ علوم به تدریس پرداخت. برای مجلهٔ طبیبک (پزشکِ تو) شهرت یافت. در بیروت درگذشت و در دمشق دفن شد. آثار دیگر در پزشکی نگاشت که شهرت فراگیر یافت؛ طبببک معک (پزشکت همراهت)
الغذاء لا الدواء (غذا نه دوا)
حیاتنا الجنسیة (حیات جنسی ما)
جمالک سیدتی (زیبایی‌ات خانم): نشرشده نخستین بار از سوی دارالعلم للملایین در ۱۹۸۴؛ این اثر را نخستین اثر به زبان عربی می‌دانند که به جمال‌شناسی نوین زنان پرداخته است.
داستان قلوب الأطباء (قلوب پزشکان).